# World Crafts Council
Das World Crafts Council AISBL (WCC-AISBL, französisch Conseil mondial de l’artisanat (CMA), spanisch Consejo Mundial de Artesanias, deutsch Weltrat des Kunsthandwerks) ist eine in Belgien registrierte Internationale Vereinigung ohne Gewinnerzielungsabsicht (französisch Association internationale sans but lucratif, AISBL), die den Status des Kunsthandwerks als lebendigen Teil der Kultur und des Wirtschaftslebens stärken, die Kameradschaft unter den Kunsthandwerkern dieser Welt fördern, ihnen Förderung, Hilfe und Rat anbieten und dabei die verschiedenen kulturellen und nationalen Traditionen ihrer Mitglieder achten will.

## Geschichte
Unter der Führung von Aileen Osborn Webb (1892–1979) bildete sich der Zusammenschluss Handcraft Cooperative League of America, um im städtischen Bereich Märkte für Kunsthandwerker vom Land zu erschließen. Im selben Jahr wurde von Anne Morgan, einer Freundin und Nachbarin von Webb, in Delaware das American Handcraft Council gegründet. Im Jahr 1942 schlossen sich die beiden zu einer Organisation namens American Craftsmen’s Cooperative Council, Inc. zusammen. 1943 wurde dann das American Craftsmen’s Educational Council initiiert, das auch einen vorerst provisorischen Status beim Education Department of New York erhielt, ein fixes Statut kam 1948. Das American Craftsmen’s Cooperative Council löste sich 1951 auf und seine Direktoren wurden gewählte Kuratoren des American Craftsmen’s Educational Council. Die Mitglieder des Universitätsverwaltungsrats der University of the State of New York erlaubten 1955, den Namen auf American Craftsmen’s Council (ACC) zu kürzen. (1979 wurde es in American Craft Council umbenannt und 2010 übersiedelte es nach Minneapolis.)
Delegierte aus 50 Ländern trafen sich zum ersten internationalen Kongress vom 9. bis 19. Juni 1964 in der Columbia University in New York City, der gleichzeitig die fünfte nationale Konferenz war. Das WCC wurde dort am 12. Juni 1964 von Aileen Osborn Webb und ihren Mitstreitern Margaret Patch sowie Kamaladevi Chattopadhyay (1903–1988) aus Indien gegründet.
Der Sitz blieb bis 1984 beim Sitz des ACC in New York. Trotzdem gab es schon von Beginn an eine starke europäische Beteiligung, sowohl als Mitglieder als auch in Führungspositionen. Bei der Generalversammlung zum 10-jährigen Jubiläum 1974 in Toronto, Kanada, waren Diskussionen über eine neue Struktur im Gange. Bei der nächsten Generalversammlung 1976 in Oaxtepec, Mexiko wurde es umgesetzt: Die fünf unabhängigen Regionen wurden geschaffen.
Seit Beginn gab es freundliche Verbindungen zur UNESCO. Seit 1997 hat die WCC bei der UNESCO Beraterstatus, der 2009 verlängert wurde.[veraltet]

## Organisation
Das internationale Sekretariat ist derzeit in China beheimatet. Die Welt ist in fünf Regionen mit eigenen Regionalbüros aufgeteilt:
- Nordamerika: World Crafts Council Northamerica
- Lateinamerika: WCC Latinoamérica
- Europa: World Crafts Council Europe
- Asien-Pazifik: WCC-Asia Pacific Region (WCC-APR)
- Afrika: World Crafts Council-Africa

Das Executive Board besteht aus den Regional-Präsidenten, -Vize-Präsidenten und dem WCC-Präsidenten.

### World Crafts Council Europe
Die erste europäische Regionalversammlung fand schon 1974 während der Generalversammlung in Toronto statt, die zweite 1976 in Oaxtepec. 1977 wurde eine Kunsthandwerkskonferenz in Krakau in Polen abgehalten, bei welcher die nationalen Delegierten Ideen über die Europäische Organisationsstruktur entwarfen. Nach Ratifizierung der regionalen Statuten durch die Generalversammlung des WCC wurde der erste europäische Vorstand 1978 in Kyoto gewählt.
Mitglieder:
- Aldeias do Xisto (Portugal)
- Artex Centro per l’Artigianato Artistico e Tradizionale della Toscana (Italien)
- Ateliers d’Art de France
- Bundesverband Kunsthandwerk (Deutschland)
- Ústredie ľudovej umeleckej výroby (Slowakei)
- Craft Scotland
- Crafts Council Nederland
- Crafts Council (UK)
- Danske Kunsthåndværkere
- Design & Crafts Council of Ireland
- Design Vlaanderen (Belgien, flämisch)
- Fundesarte / Foundation EOI (Spanien)
- Konsthantverkscentrum (Schweden)
- Norske Kunsthåndverkere
- Swissceramics
- Ornamo (Finnland, Designer)
- Taito Group (Finnland)
- WCC-BF (Belgien, französisch)
- Craft Northern Ireland
- Schweizer Verein und Plattform für Design und zeitgenössisches Kunsthandwerk
- TCF – Turkish Cultural Foundation
- (Austrian Crafts Council, Konkurs)

Als erste Inselregion und als erste Region Europas überhaupt wurde die dänische Insel Bornholm 2017 vom World Crafts Council als „World Crafts Region“ ausgezeichnet. Damit würdigte das WCC die Ostseeinsel für ihre hohe Qualität beim Kunsthandwerk und Erlebnisdichte im Bereich Keramik- und Glaskunst, so wie Textildesign.

### WCC-Asia Pacific Region (WCC-APR)
| Nr. | von           | bis            | Name                                                   | Land      |
| --- | ------------- | -------------- | ------------------------------------------------------ | --------- |
| 1   | 1976          | 1979           | Srimati Kamaladevi Chattopadhyay                       | Indien    |
| 2   | 1980          | 1981           | Kenji Fujimori                                         | Japan     |
| 3   | 1982          | 1984           | Yang Mulia Raja Datin Paduka Fuziah Binti Raja Tun Uda | Malaysia  |
| 4   | 1985          | 1988           | Bandula de Silva                                       | Sri Lanka |
| 5   | 1989          | 1992           | Uxi Mufti                                              | Pakistan  |
| 6   | 1993          | 1996           | Nooramiah                                              | Iran      |
| 7   | 1997          | 2000           | Siva Obeysekere                                        | Sri Lanka |
| 8   | 2000          | 2004           | Vijaya Rajan                                           | Indien    |
| 9   | 2005          | Oktober 2006   | Datuk Zakiah Binti Ahmad                               | Malaysia  |
| 10  | Oktober 2006  | 2008           | Dato Abdullah Ab Rahman                                | Malaysia  |
| 11  | November 2008 | 2012           | Surapee Rojanavongse                                   | Thailand  |
| 12  | 2013          | 2016[veraltet] | Ghada Hijjawi-Qaddumi                                  | Kuwait    |

Sub-Regionen, Länder und Mitglieder:
- Westasien (West Asia)[9]:
  - Iran (Iran Cultural Heritage, Handicrafts & Tourism Organization),
  - Libanon (Arab Est. of Culture & Arts),
  - Jordanien (The Jordan Association of Handicraft & Folklore, Jordan River Foundation),
  - Bahrain (Sheikh Ebrahim Center for Culture and Research),
  - Vereinigte Arabische Emirate (Tourism & Culture Authority, Abu Dhabi),
  - Oman (Public Authority for Craft Industries),
  - Kuwait (Kuwait Arts Association, Al-Sadu House, assoziiert: Shuwaikh Vocational Incubator, Authority for Applied Education & Training).
  - Mitglieder aus anderen Subregionen:
    - Palästina ( Society of Inash Al Usra),
    - Katar (Personen).

  - Ohne Mitglieder: Iraq, Afghanistan, Syrien
- Zentralasien (Central Asia)[10]:
  - Kasachstan (Union of Artisans of Kazakhstan),
  - Kirgisistan (Central Asia Crafts Support Association's Resource Center in Kyrgyztan)
  - Ohne Mitglieder: Turkmenistan, Tadschikistan, Usbekistan, Katar, Palästina, Saudi-Arabien
- Südasien (South Asia)[11]:
  - Pakistan (Indus Valley School of Art & Architecture),
  - Indien (Craft Council of India, Handicrafts Ministry of Textiles),
  - Nepal (Federal of Handicraft Association of Nepal),
  - Sri Lanka (Sri Lanka Artisan's & Craftmen's Association),
  - Bangladesch (National Crafts Council of Bangladesh, Aranya Crafts Ltd.)
  - Ohne Mitglieder: Bhutan, Malediven.
- Südostasien (South East Asia)[12]:
  - Brunei (Head of Centre Brunei Arts and Handicrafts Training Centre),
  - Kambodscha (assoziiert: Artisans d’ Angkor),
  - Indonesien (Indonesia National Craft Council, assoziiert: Kampoeng Semarang),
  - Malaysia (Malaysian Handicraft Development Corporation, Society Atelier Sarawak, assoziiert: The Tun Jugah Foundation, Crafthub Sdn Bhd, Craft Council of Malaysia),
  - Thailand (Department of Industrial Promotion, Ministry of Industry, Thai Handicraft Promotion Trade Association)
  - Ohne Mitglieder: Laos,  Myanmar, Philippinen, Singapur, Vietnam.
- Ferner Osten (Far East Asia)[13]:
  - China (China Arts and Crafts Association, China National Arts & Crafts Corporation),
  - Japan (Muji Global Sourcing Pte Ltd ),
  - Nord- & Südkorea (Korean Craft Council, Museum of Natural Dye Arts),
  - Taiwan (assoziiert: National Taiwan Craft Research & Development Institute)
  - Ohne Mitglieder: Hong Kong, Mongolei
- Südpazifik (South Pacific)[14]:
  - Australien (Australasian Crafts Network, The University of Melbourne and UNESCO Observatory)
  - Ohne Mitglieder: Neuseeland, Papua-Neuguinea, Fidschi, Nördliche Marianen, Wallis und Futuna, Samoa, Amerikanisch-Samoa, Salomonen, Norfolkinsel, Föderierte Staaten von Mikronesien, Guam, Kiribati, Palau, Tonga, Tuvalu, Neukaledonien, Nauru, Französisch-Polynesien, Marshallinseln, Cookinseln, Vanuatu.